# 偉鱗短額鮃
偉鱗短額鮃為輻鰭魚綱鰈形目鰈亞目鮃科的其中一種，為熱帶海水魚，分布於印度太平洋區，從東非至澳洲、新喀里多尼亞海域，棲息深度7-200公尺，體長可達15公分，棲息在大陸棚沙泥底質水域，以甲殼類、多毛類等為食，生活習性不明，可作為食用魚。

## 扩展阅读
維基物種上的相關：偉鱗短額鮃